# Aj Ata
Aj Ata (turško in azerbajdžansko Ay Ata, v cirilici Ай Ата), včasih tudi  Aj Tanrı ali  Aj Dede (turško Ay Dede, turkmensko  Aý Däde, azerbajdžansko Ay Dədə) je ena od mitoloških entitet v turški mitologiji in tengrizmu. 
Aj Ata pomeni oče lune, Aj Dede stari oče lune in Aj Tanrı bog lune.

## Opis
Po turški mitologiji je Aj Ata bog lune, ki skupaj z boginjo sonca in partnerko Gun Ano (turško Gün Ana) prebiva v šestem nadstropju neba. Gun Ana je simbol toplote in topline, medtem ko je Aj Ata simbol hlada in brezčutja.
V Turčiji je dobro znan tudi v sodobnem času. Zaradi pripovedk o njem je priljubljen zlasti med otroki. Mitološki Aj Ata je bolj priljubljen med  srednjeazijskimi Turki, na primer med Altajci in Jakuti, ki ponekod še aktivno prakticirajo tengrizem.
V Epu o Oguz Kanu je Aj Tanrı (Tengri) omenjen tudi kot oče Oguz Kana, čeprav je del epa precej nejasen. Oguz Kanov drugi sin se je imenoval Aj Kan (kan lune).

## Aisar
Turška ljudstva že od davnine verjamejo, da imajo ljudje tajne lunarne moči aisar (ali ajsar). Ženska nosečnost traja približno devet lunarnih mesecev in ženske pogosto rojevajo ob polni luni. Simbolične so tudi tri lunine mene. Ljudje verjamejo, da Ai Naazy (nova luna) simbolizira rast malega otroka, ki je čist in skromen. Ai Toly (polna luna) pooseblja  zrelo  dobrodušno mater ali očeta. Ai Karty (stara luna) simbolizira starost in modrost in hkrati prepirljivost in zlobo. Luna pred smrtjo vlada popolnoma temni noči. V teh nočeh se srečujeta življenje in smrt. Po srečanjih se ločita samo zato, da bi se po določenem obdobju spet srečala. Ko stara luna umre, se rodi nova, kar se ponavlja v neskončnost. 
Turška ljudstva so zaupala magičnemu vplivu lune, ker je bila ponoči njihova edina razsvetljava.  Čaščenje zlobnih duhov je potekalo predvsem ponoči. Obredi in transi čarovnic in demonov so bili vedno usklajeni z luninimi menami. V turški kulturi se ponoči bolezni poslabšajo in povzročijo več smrti. Da bi razveselili boga lune, dajejo starši otrokom, rojenim ob polni luni, imena Aisylu (Aysulu), Aituly (Aytulu), Ainir (Aynur), Aizirek (Ayzerek) in Ainaz (Aynaz).

## Legende o Aj Dedeju
- Aj Dede in sirota
- Aj Dede in sedemglavi velikan
- Aj Dede in volkovi
- Legenda o otroku, katerega oče je luna

## Sklic
1. ↑  Siberian Mythology - Ai Tangara Arhivirano 2013-09-21 na Wayback Machine..

## Vira
- Murat Uraz. Türk Mitolojisi.
- Bahaeddin Ögel. Türk Mitolojisi, I., str. 132.